# Amon G. Carter Stadium
 (août 2024).
L'Amon G. Carter Stadium est un stade de football américain situé à Fort Worth au Texas.